# ЕВЛЕКС
EULEX (от лат. Lex — «закон») — специальная миссия Европейского союза в составе 2000 гражданских лиц и представителей правоохранительных органов, предназначенная для отправки в Косово в рамках плана Ахтисаари.
Евросоюз одобрил размещение миссии в Косово 16 февраля 2008. В её работе собирались принять участие все страны ЕС кроме Мальты, а также граждане США, Швейцарии, Норвегии, Турции и Хорватии. При этом большинство сотрудников EULEX будут составлять немцы и итальянцы.

## Легитимность
Решение разместить в Косове иностранный полицейский контингент без согласования с правительством Сербии противоречит тексту Резолюции Совета Безопасности ООН № 1244, где трижды указывается приверженность «контактной группы» и всех членов ООН принципу территориальной целостности Сербии (тогда — СРЮ в составе Сербии и Черногории):

- подтверждается приверженность всех государств-членов (ООН) суверенитету и территориальной целостности Союзной Республики Югославии и других государств региона
- политический процесс, направленный на заключение временного политического рамочного соглашения, предусматривающего значительную степень самоуправления для Косова, с полным учётом соглашений, подготовленных в Рамбуйе, и принципов суверенитета и территориальной целостности Союзной Республики Югославии и других стран региона, и демилитаризация ОАК
- Политический процесс в направлении достижения временного политического рамочного соглашения, предусматривающего существенное самоуправление для Косова, при всестороннем учёте соглашений, заключённых в Рамбуйе, и принципов суверенитета и территориальной целостности Союзной Республики Югославии и других стран региона и демилитаризация Освободительной армии Косова. Переговоры между сторонами в целях обеспечения урегулирования не должны задерживать или подрывать процесс создания демократических органов самоуправления.

Таким образом, лидер сербской национальной общины в Косове Милан Иванович считает, что «по сути, миссия ЕС является оккупацией и не будет признана ни Сербией, ни сербами в Косове».

## Сворачивание деятельности
Первоначально предполагалось, что работа миссии продлится до 2014 года, однако местный парламент неоднократно голосовал за продление срока её работы в Косове. По состоянию на ноябрь 2017 года сотрудники организации должны покинуть край в 2018 году.
В 2012 году Европейская счётная палата признала деятельность миссии неэффективной. Среди причин такого положения дел назывались проблемы с кадрами и низкая профессиональная квалификация многих сотрудников миссии.
В 2016 году EULEX передал косовским властям контроль над таможней, но при этом миссия обещала в дальнейшем помогать им советами.
В ноябре 2017 года подал в отставку председатель суда EULEX Малком Симмонс. Объясняя свой поступок в интервью «Le Monde», он указал на серьезные нарушения в работе организации и заявил, что больше не хочет «быть частью этого фарса».